# 乞索文
乞索文（こっさくぶみ/きっさくぶみ）とは、中世日本において、他人に強要して無理やり書かせた文書のこと。乞索状・乞索圧状とも。

## 概要
身分制度と神罰・仏罰の概念に強く拘束された中世の人々が、様々な強制によって神仏に起請する形で契約状を書かされて、土地や財物などを奪われることがあった。このような方法で作成された文書を乞索文・乞索状などと称して無効とみなされ、神仏に起請する形を取った文書でもその内容に反したからといって神罰・仏罰を受けることはないとされていた。また、訴訟においても乞索文が圧状に該当すると認定されれば、法的に無効であるとされていた。『裁判至要抄』では、和与の後の悔返を禁じる一方で、志に反して強いて乞い取られた（＝乞索）物は本主（元の所有者）に返すべきであると規定されている。また、『源平盛衰記』にも中原兼遠が平家の圧力で自らが保護していた源義仲を捕らえるという起請文を書かされたとき、兼遠はこれは本心で書いた起請文ではなく乞索圧状なので、これに従わなくても神仏は許してくれると述べている。その一方で、契約を結んだ後に相手方（借主・売主）が一方的に乞索文であると主張して、訴訟に持ち込まれたケースもあり、買主・貸主は自由状（自発之状＝自由契約による契約状）を乞索であると偽った主張をしていると反論したが、契約時の本人の意思確認（自由意思によるものか、圧力によるものか）を判断するのは難しく、結果的に圧状として判断されて買主・貸主が被害を被るケースがあった。